# Sacramentum
Das sacramentum war im alten Rom ein Eid, der den Schwörer sacer (den Göttern gewidmet) machte, womit gemeint war, dass die Götter sich am Eidbrecher rächen würden. Durch seine religiöse Komponente unterschied sich das sacramentum vom iusiurandum, dem gewöhnlich z. B. vor Gericht geleisteten Eid.
Aus dem Wort sacramentum entstand das in der christlichen Theologie verwendete Wort „Sakrament“ für eine Handlung, die Gottes Wirken verdeutlichen soll. Auf diese Bedeutungsänderung deutet die Verwendung des Wortes bei Apuleius als Bezeichnung für eine religiöse Initiation hin.

## Sacramentumals Pfand
Auch sacramentum hieß eine Sache, die als geheiligtes Pfand hinterlegt wurde und verloren ging, wenn der Eid gebrochen wurde. Die Klage der sacramentum legis actio sah vor, dass beide Parteien eines Rechtsstreits eine Geldsumme als sacramentum zu hinterlegen hatten und schwören mussten, dass sie den Streit in guten Treuen verfolgten. Der spätere Verlierer des Rechtsstreits galt damit als Eidbrecher und musste das hinterlegte Geld als Sühneopfer (piaculum) verloren geben, während der Sieger sein Geld zurückerhielt. Das so verlorene sacramentum verwendete der Staat in der Regel zur Finanzierung der öffentlichen Kulthandlungen (sacra publica).

## Sacramentumals Fahneneid
Als sacramentum militare (auch militum oder militiae) wurde der Fahneneid der römischen Legionäre bezeichnet. Einen wichtigen Schritt in der Entwicklung des Fahneneids bei den Römern teilt Livius in seiner Darstellung des Zweiten punischen Kriegs mit. Vor der Schlacht von Cannae wurden in Italien neue Truppen ausgehoben. Bis zu diesem Zeitpunkt „hatten die Soldaten einander freiwillig, also als privates Versprechen, Treue und Waffenbrüderschaft geschworen: Sie würden sich auf Befehl der Konsuln einfinden und ohne Befehl nicht weggehen; wenn sie in eine Decurie oder Centurie einrückten (d. i. zu einem Reitertrupp von 10 oder einer Infanteristentruppe von 100 Mann), dann schworen die Zehnergruppen der Reiter und die Hundertschaften der Infanteristen freiwillig untereinander, dass sie, um zu fliehen oder aus Furcht, sich nicht entfernen oder die Aufstellung verlassen würden, außer um eine Waffe zu nehmen, zu kämpfen, den Feind anzugreifen oder einen Kumpel zu retten.“ Damals aber geschah etwas Neues: „Dies wurde von einer freiwilligen gegenseitigen Vereinbarung als gesetzliche Eidesverpflichtung auf die Tribunen übertragen.“ Die neuen Truppen wurden also von nun an von ihren Dienstvorgesetzten offiziell vereidigt.
Geleistet werden musste der Eid individuell bei Dienstantritt und wurde gemeinschaftlich zu Jahresbeginn in einer feierlichen Zeremonie erneuert. Bei dieser Zeremonie, die sowohl religiöse als auch politische Aspekte beinhaltete, wurden die signa gezeigt. Soldaten, die das Gedenken an den Fahneneid in einem kultähnlichen Rahmen bewahrten, wurden cultores sacramenti genannt. Auf diese Weise bekam der Fahneneid den Stellenwert eines Schutzgeistes, des genius sacramenti. Aus der Provinz Syrien ist ein Altar bekannt, den Veteranen diesem Schutzgeist errichtet haben. Ab dem 3. Jahrhundert bekam der sakrale Aspekt deutlich mehr Gewicht als zu Beginn der Kaiserzeit.
Der Eidestext ist bei Vegetius überliefert:
Iurant autem milites omnia se strenue facturos quae praeceperit imperator, numquam deserturos militiam nec mortem recusaturos pro Romana republica!
(Übersetzung: „Es schwören aber die Soldaten, dass sie alles entschlossen ausführen werden, was der Kaiser befehlen wird, dass sie niemals den Dienst verlassen werden und den Tod für den römischen Staat nicht scheuen werden“).
Bei der Erneuerung des Eides auf Kaiser Galba kam es am 1. Januar 69 zu einer Rebellion der in Germanien stationierten Legionen. Diese Ereignisse gipfelten in der Akklamation von Vitellius zum Kaiser.
Bei ihrer Entlassung wurden die Soldaten von ihrem Diensteid entbunden (solutio sacramentum). Die Entlassung der Soldaten erfolgte in einer feierlichen Zeremonie, ggf. in Anwesenheit des Kaisers selbst oder der jeweiligen Provinzstatthalter; die solutio sacramentum bedurfte in jedem Fall einer grundsätzlichen Zustimmung des Kaisers.